# Szívedbe zárva
A Szívedbe zárva (eredeti címe: Return to Me) 2000-ben bemutatott amerikai romantikus vígjáték-dráma, amelyet Bonnie Hunt rendezett. Ez a film volt Hunt első rendezése. A főszerepben David Duchovny és Minnie Driver.
2000. április 7-én mutatták be először az Egyesült Államokban. Magyarországon június 22-től volt megtekinthető a mozikban.

## Cselekmény
Bob és Elizabeth Rueland Chicagóban élnek - Bob építészként, Elizabeth pedig a Lincoln Park Állatkert zoológusaként. Az új főemlősházra szervezett adománygyűjtés estéjén Bob megígéri Elizabethnek, hogy befejezi az épületet. A nő azonban autóbalesetben meghal, és a szívét átültetik a festőművész Grace Briggsbe, aki 14 éves kora óta szívbetegségben szenvedett.
Grace először végre képes normális életet élni, és Olaszországba akar repülni, hogy festhessen. A nő a műtét után levelet ír a donor családjának, amelyben megköszöni a kapott szívet, de több mint egy évbe telik, mire végre feladja a levelet. Bob azon dolgozik, hogy felépítse a főemlősök házát, amelyre Elizabeth pénzt gyűjtött. Egy évvel a nő halála után még mindig depressziós, de újra szeretné kezdeni az életét.
Bob barátja vakrandit szervez a férfinak az O'Reilly's-ben. A randi nagyon rosszul sikerül, mivel a partnere nagyon ellenszenves, kicsinyes és önző. Bob azonban rájön, hogy vonzódik a pincérnőhöz - Grace-hez, aki egyben az étterem tulajdonosának, Marty O'Reillynek az unokája. Ahogy egyre közelebb kerülnek egymáshoz, a lány vonakodik beszélni a férfinak a kórtörténetéről. Néhány hónapnyi randizás után Grace végül úgy dönt, hogy beszél Bobnak a transzplantációjáról. Mielőtt azonban erre lehetősége lenne, a férfi házában megtalálja a levelet, amelyet néhány hónappal korábban küldött.
A felfedezéstől elborzadva Grace elmenekül, de végül elmondja Bobnak, hogy mi jutott a tudomására. Bob a hírre szótlanul távozik. Grace elutazik egyedül Olaszországba, ahova végül Bob is követi őt, és egymásra találnak. A film végén egy esküvőn együtt táncolnak, karjaikban egy kisgyermekkel.

## Szereplők
| Szerep            | Színész               | Magyar hangja                    | Magyar hangja                  |
| Szerep            | Színész               | 1. magyar változat Mafilm (2000) | 2. magyar változat Zone Stúdió |
| ----------------- | --------------------- | -------------------------------- | ------------------------------ |
| Bob Rueland       | David Duchovny        | Rékasi Károly                    | Laklóth Aladár                 |
| Grace Briggs      | Minnie Driver         | Horváth Lili                     | Kiss Erika                     |
| Marty O'Reilly    | Carrol O’Connor       | Versényi László                  | Kertész Péter                  |
| Angelo Pardipillo | Robert Loggia         | Makay Sándor                     | n.a                            |
| Megan Dayton      | Bonnie Hunt           | Mics Ildikó                      | Orosz Helga                    |
| Charlie Johnson   | David Alan Grier      | Kálid Artúr                      | n.a                            |
| Elizabeth Rueland | Joely Richardson      | Balázsovits Edit                 | Kökényessy Ági                 |
| Emmett McFadden   | Eddie Jones           | Kardos Gábor                     | Németh Gábor                   |
| Joe Dayton        | James Belushi         | Sörös Sándor                     | Kassai Károly                  |
| Sophie            | Marianne Muellerleile | Némedi Mari                      | n.a                            |
| Wally Jatczak     | William Bronder       | Rudas István                     | n.a                            |
| Mike              | Brian Howe            | n.a                              | n.a                            |
| Jeff              | Chris Barnes          | n.a                              | n.a                            |
| Mr Beninngton     | Dick Cusack           | Dobránszky Zoltán                | Barbinek Péter                 |
| Danny             | Patrick Hunt          | Molnár Levente                   | n.a                            |

## Fogadtatás

### Kritikai visszhang
A film vegyes értékelést kapott a kritikusoktól. A Rotten Tomatoeson 62%-os minősítést ért el 100 értékelés alapján, az összefoglaló szerint: „David Duchovny és Minnie Driver szívmelengető romantikát és vígjátékot nyújtanak Bonnie Hunt rendező szolid debütálásában.” Desson Thomson a Washington Posttól azt írta: „Mintha tudatában lennének annak, hogy egy szörnyű film mellékszálának foglyai, Carroll O'Connor, Robert Loggia, Eddie Jones, William Bronder és Marianne Muellerleile színészek majdnem lázadást rendeznek a vásznon.”Roger Ebert azt nyilatkozta a filmről: „Annyira ártatlan, annyira naiv, annyira édes és őszinte, hogy a cinizmusodat az ajtóban kell hagynod, vagy másik filmet kell választanod.” Mark Caro a Chicago Tribune-től azt írta: „A film szenved a szeretet túlburjánzásától.”
A MetaCritic 54 pontot adott a 100-ból 33 vélemény alapján. Kevin Thomas a Los Angeles Timestól azt írta: „Duchovny és Driver jellegzetesen jól néznek ki, és mindketten a vonzerőt tehetséggel és intelligenciával ötvözik. A legjobb az egészben, hogy rendelkeznek azzal az alapvető tulajdonsággal, amivel minden filmes szerelmespárnak rendelkeznie kell: fantasztikus kémia.” Lisa Schwarzbaum az Entertainment Weeklytől azt írta: „Hunt annyira vibráló, hogy a film szenved, amikor nincs jelen.” David Sterritt a Christian Science Monitortól azt írta: „A film minden adandó alkalommal inkább az érzelgősségre törekszik, mint a lényegre, és a színészek is beleesnek a szirupos csapdába.”

### Bevétel adatai
A produkció nyereséges volt a Box Office Mojo szerint. A 24 millió dolláros költségvetésre 36,6 millió dolláros bevétel keletkezett.